# Domenico Morelli

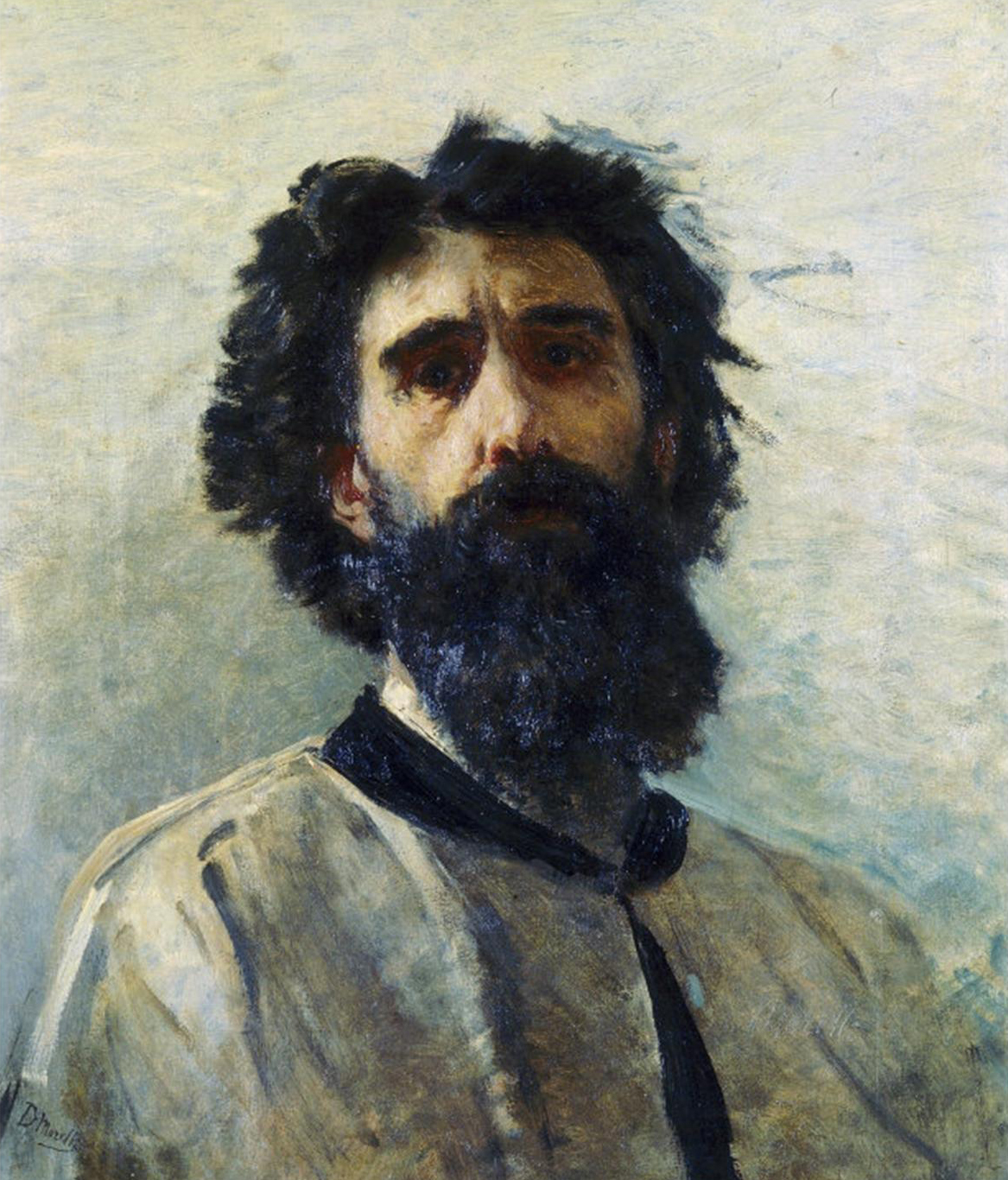
Domenico Morelli

Domenico Morelli (* 4. August 1826 in Neapel; † 13. August 1901 in Neapel) war ein italienischer Maler des 19. Jahrhunderts.

## Biografie
Domenico Morelli wird als einer der bedeutendsten neapolitanischen Künstler des 19. Jahrhunderts angesehen. Außerdem war er während der 16. Legislaturperiode Senator des Königreichs Italien. Im Jahr 1752 gründeten Domenico Morelli und Vincenzo Petrocelli die Zeichenschule an der Akademie der Schönen Künste in Neapel. Ihre entscheidende Zusammenarbeit trug dazu bei, die Grundlagen der Bewegung der „neapolitanischen Malerei“ zu etablieren. Die von ihnen gegründete neapolitanische Malerschule zeichnete sich durch einen bedeutenden Beitrag zur italienischen Malerei aus und beeinflusste eine nachfolgende Generation von Künstlern.
Ab 1836 besuchte er die Akademie der schönen Künste in Neapel, seine ersten Gemälde sind in romaneskem Stil mit zahlreichen mittelalterlichen Bezügen (inspiriert durch den englischen Dichter Lord Byron).
1848 gewann er einen Wettbewerb um den Römerpreis mit der Darstellung einer Szene aus Tassos Gerusalemme liberata. Dieser Sieg berechtigte Morelli zu einem sechsjährigen Aufenthalt in Rom bei einer monatlichen Unterstützung von dreißig Dukaten. 
Seine Teilnahme an den Aufständen von 1848 endete mit einem kurzen Gefängnisaufenthalt. 1850 besuchte er Florenz. Hier erhielt er seine erste öffentliche Anerkennung für sein Werk Gli iconoclasti (Die Bilderstürmer).
Er nahm mit Francesco Saverio Altamura und Serafino De Tivoli an der Weltausstellung Paris 1855 teil. Zurück in Florenz beteiligte er sich am Ideenstreit der Macchiaioli (eine Gruppe italienischer Künstler) betreffend den Realismus in der Malerei. Fortschrittlich bediente er sich eines weniger akademischen und mehr persönlichen Stils, vor allem im Gebrauch der Farbe. Nach Ansicht der Kritiker der Neapolitanischen Schule vermischten sich in seiner Kunst verspätet Naturalismus und Romantizismus.
Im Laufe der Jahre ab 1870, nunmehr bekannt als größerer italienischer Maler, wurde er am Museo di Capodimonte in Neapel als Berater benannt und trug zum Kauf von Gemälden und zur Verwaltung von Sammlungen bei.
Zusammen mit Vincenzo Petrocelli wurde er direkt vom König Ferdinando II delle Due Sicilie ausgewählt, um eine Serie von Fresken im Tempio di San Francesco in Gaeta zu gestalten.
1868 erhielt er einen Sitz an der Akademie, in der er studiert hatte. Sein Interesse richtete sich von nun an auf religiöse, mystische und übernatürliche Themen. Tatsächlich datiert in dieser Periode eines seiner berühmtesten Werke, Mariä Himmelfahrt im Königspalast von Neapel. Er beteiligte sich auch an der Illustration der Amsterdamer Bibel (1895).
Von Ende 1899 bis zu seinem Tod 1901 leitete er die Akademie der schönen Künste in Neapel.